# Metrosideros
Metrosideros es un género de medio centenar de especies de árboles, arbustos y enredaderas nativos de las islas del océano Pacífico, de las Filipinas a Nueva Zelanda e incluyendo las islas Bonín, Polinesia, y Melanesia, con una anómala remota en Sudáfrica. La mayor parte de formas de los árboles son pequeñas, pero algunas son excepcionalmente grandes, las especies de Nueva Zelanda en particular. El nombre deriva del griego metra "duramen" y sideron "hierro". Quizás las especies mejor conocidas son Metrosideros excelsa (Pohutukawa), Metrosideros robusta (árbol rata del norte) y  Metrosideros umbellata (árbol rata del sur) de Nueva Zelanda y Metrosideros polymorpha (Lehua) de Hawái. A los especímenes originarios de Nueva Zelanda se los llama árboles rata, donde el término rata deriva del vocablo de la lengua maorí rātā, que sirve para designar a varios árboles del género Metrosideros y nada tiene que ver su nombre con los roedores.

## Distribución

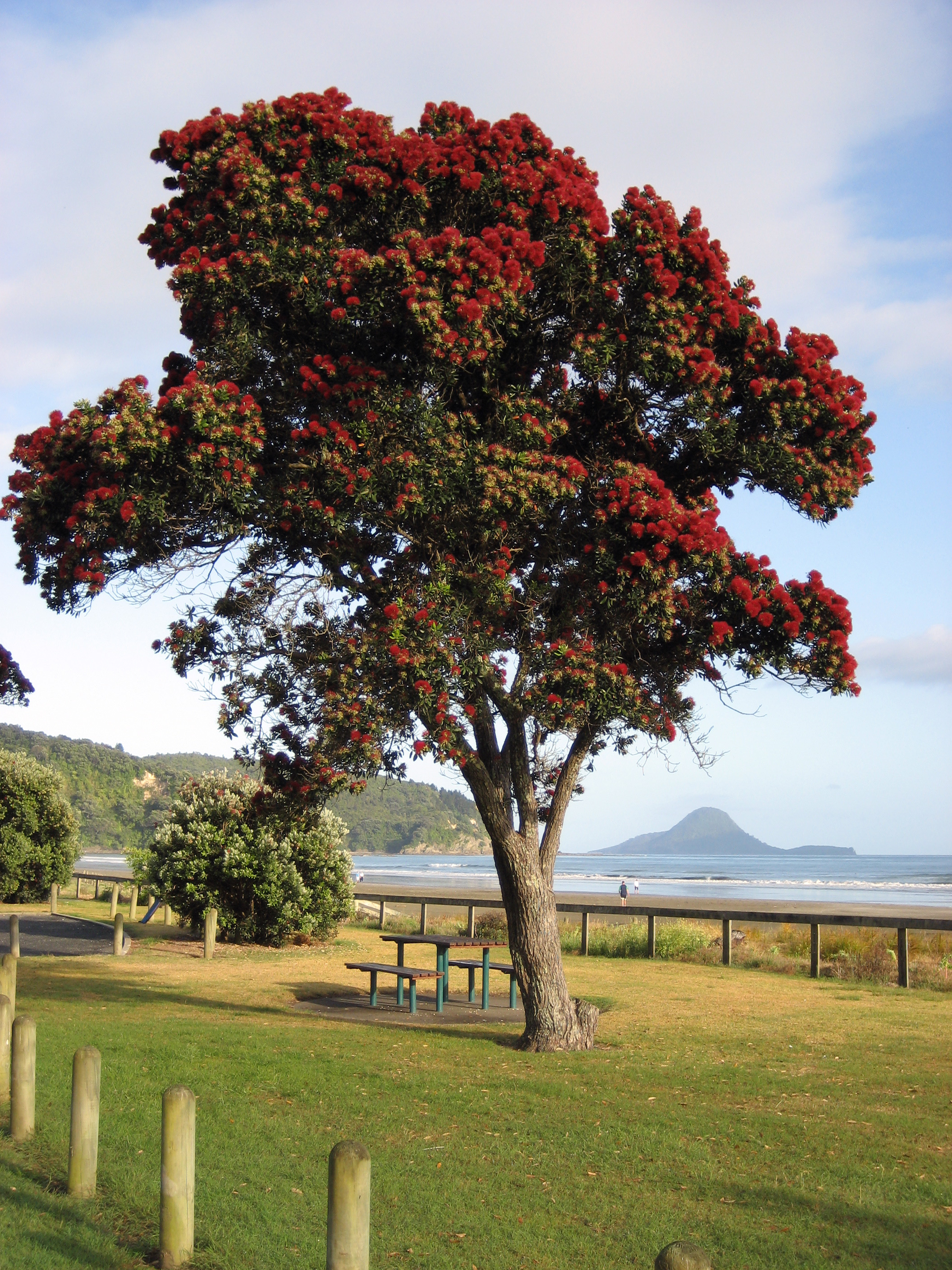
Metrosideros excelsa juvenil

Nueva Caledonia tiene veintiuna especies de Metrosideros, Nueva Zelanda tiene doce, Hawái tiene cinco, y Nueva Guinea tiene cuatro. Las restantes están dispersas a través de las pequeñas islas del  Pacífico, con una remota descrita de Sudáfrica. Las semillas de Metrosideros pueden ser diseminadas por el viento, con cantidades para su amplia distribución de un presunto origen en el continente de la Gran Nueva Zelanda, el cual al tiempo de su separación con Gondwana en el tardío Cretáceo, incluía Nueva Caledonia. Cómo el género alcanzó Hawái parece ser desconcertante porque el viento prevaleciente sopla desde el este. Sin embargo los patrones de viento de elevadas altitudes  podrían haber traído semillas al norte de las islas Marquesas, ante lo cual la evidencia molecular sugiere como el origen de las especies hawaianas de un único evento colonizador (la hawaiana M. polymorpha es similar a la diseminada M. collina encontrada en las Marquesas, y fue por largo clasificada como una subespecie de esta). Considerando que el grupo probablemente se dispersó al norte y este de Nueva Zelanda, contrario a los prevalecientes vientos a nivel de tierra, no es sorprendente.

## Cultivo
Los Metrosideros son frecuentemente cultivados por sus flores vistosas, como árboles de calle o en jardines de casa. Las flores son generalmente rojas, pero algunos cultivares tienen flores naranjas, amarillas o blancas. Algunos nombres se encuentran listados en catálogos horticulturales y otros tipos de publicaciones, tales son los casos de M. villosa y M. vitiensis, que en realidad son los nombres de variedades o cultivares (usualmente de M. collina) en vez de sus nombres científicos válidos. Algunas especies de Nueva Zelanda pueden ser plantadas en climas templados, dando a los paisajes donde se cultivan un aspecto tropical. Metrosideros excelsa (Pohutukawa) de Nueva Zelanda tiene varios cultivares plantados en Australia y Hawái y es muy popular en California y ha sido exitosamente plantado al norte de España, pero la especie es considerada como una peste invasora en partes de Sudáfrica. Metrosideros kermadecensis se ha naturalizado recientemente en Hawái, y tiene el potencial de convertirse en una peste. A su vez, varios cultivares de M. collina y M. polymorpha son ampliamente plantados en Nueva Zelanda bajo varios nombres. Metrosideros umbellata puede ser encontrado en Nueva Zelanda, tan al sur como la isla Stewart y aún en las islas Auckland a 50° latitud sur, florece en verano y es el miembro más resistente al frío del género, y por eso pocos ejemplares se encuentran creciendo en Escocia.

## Especies deMetrosideros
Existen alrededor de cincuenta especies de Metrosideros, en tres subgéneros: Mearnsia, veinticuatro o veinticinco especies de árboles, arbustos (algunas epífitas) y enredaderas, con flores rojas, rosas o blancas; Metrosideros, veintiséis especies, árboles y arbustos, con flores mayoritariamente rojas, pero algunas especies tienen flores amarillas o blancas; y Carpolepis, tres especies de árboles de los bosques lluviosos de Nueva Caledonia, todos con flores amarillas brillantes. 
subgénero Metrosideros
- M. bartlettii - árbol rata de Bartlett (Nueva Zelanda)
- M. boninensis (Islas Bonín)
- M. cherrieri (Nueva Caledonia)
- M. collina (de Vanuatu en el sureste de Polinesia Francesa al este)
- M. engleriana (Nueva Caledonia)
- M. excelsa - Metrosideros bartlettii “pohutukawa” (Nueva Zelanda)
- M. gregoryi (Samoa)
- M. humboldtiana (Nueva Caledonia)
- M. kermadecensis - pohutukawa de Kermadec (Islas Kermadec)
- M. macropus -  “lehua mamo” (Hawái)
- M. microphylla (Nueva Caledonia)
- M. nervulosa (Isla Lord Howe)
- M. nitida (Nueva Caledonia)
- M. ochrantha (Fiyi)
- M. oreomyrtus (Nueva Caledonia)
- M. polymorpha - “Lehua” (Hawái)
- M. punctata (Nueva Caledonia)
- M. robusta - árbol rata del norte (Nueva Zelanda)
- M. rugosa - “papa lehua” (Hawaʻi)
- M. salomonensis (Islas Salomón; esta especie ha sido varias veces puesta en ambos súbgéneros )
- M. sclerocarpa (Isla Lord Howe)
- M. tetrasticha (Nueva Caledonia)
- M. tremuloides -  “ʻahihi lehua” (Hawaiʻi)
- M. umbellata - “árbol rata del sur ” (Nueva Zelanda)
- M. waialeaiae (Hawái)

subgénero Mearnsia
- M. albiflora (Nueva Zelanda)
- M. angustifolia (Sudáfrica)
- M. brevistylis (Nueva Caledonia)
- M. cacuminum (Nueva Caledonia)
- M. carminea - árbol rata carmín (Nueva Zelanda)
- M. colensoi (Nueva Zelanda)
- M. cordata (Nueva Guinea)
- M. diffusa (Nueva Zelanda)
- M. dolichandra (Nueva Caledonia)
- M. fulgens -  árbol rata escarlata (Nueva Zelanda)
- M. halconensis (Filipinas)
- M. longipetiolata (Nueva Caledonia)
- M. operculata (Nueva Caledonia)
- M. ovata (Nueva Guinea)
- M. paniensis (Nueva Caledonia)
- M. parkinsonii (Nueva Zelanda)
- M. patens (Nueva Caledonia)
- M. perforata (Nueva Zelanda)
- M. porphyrea (Nueva Caledonia)
- M. ramiflora (Nueva Guinea)
- M. rotundifolia (Nueva Caledonia)
- M. scandens (Nueva Guinea)
- M. whitakeri (Nueva Caledonia)
- M. whiteana (Nueva Guinea)
- M. n. sp. (sin nombre científico aún) (Islas Salomón)

subgénero Carpolepis
- M. elegans (Nueva Caledonia)
- M. laurifolia (Nueva Caledonia)
- M. tardiflora (Nueva Caledonia)